# Абу Бакр-паша
Абу Бакр-паша також відомий як Ебубекір-паша (осман. ابوبکر پاشا; тур. Ebubekir Paşa, сербохорв. Bekir-paša) та Коджа Бекір-паша (тур. Koca Bekir Paşa)  (1670 — 1757/1758) — державний та військовий діяч Османської імперії, адмірал (1732-33, 1750-51), бейлербей еялетів Єгипту, Абіссінії, Кіпру та Боснії та очільник султанського монетного двору. Чоловік Сафіє Султан і зять султана Мустафи II.

## Життєпис
За походженням, ймовірно, був турком. Народився 1670 року в м. Алайє. Розпочав службу у фінансовому відомстві. Згодом очолив монетний двір імперії.
1727 році призначений бейлербеєм Єгипетського еялету. У той час поновилася боротьба між Зу'ль-Факар-беєм (лідером клану мамлюків аль-Факарія) та Мухаммад Черкес-беєм (лідером клану аль-Касимійя). Зрештою, надав допомогу першому, який 1728 року завдав поразки Мухаммад Черкес-бею. Однак, 1729 року Абу Бакра-пашу відкликали до Стамбула.
1731 року отримав посаду бейлербея Анатолійського еялету. У 1732 році ненадовго призначений капудан-пашею з саном третього візира. Сприяв кар'єрі небожа Хаджи Ахмеда (1740 року став великим візиром). 1733 року звільнено з посади. Обіймав посаду паші Джидди і Абісинії.
У 1735 році вдруге призначений єгипетським бейлербеєм. На той час вплив кланів Факарія і Касимія значно ослабнув, але посилився клан аль-Каздаглія на чолі з Мухаммад-беєм Катамишем, що отримав титул шейх аль-балади (голови усіх мамлюків). Його підтримували оджаки яничарів і абазів. 1736 року бейлербей влаштував змову, внаслідок якої загинули Мухаммад-бей, Осман-катхода (очільник яничарів) та Юсуф-катхода (очільник абазів), а також низка мамлюцьких беїв. У результаті до 1739 року відновив вплив центральної влади в Єгипті.
1740 року одружився з Сафіє, сестрою султана Махмуда I. 1746 року призначений пашею Кіпру. Невдовзі наказав спорудити акведук біля міста Ларнака, що й було зроблено у 1747 році. Акведук звели в давньоримському стилі, завдовжки 9,7 км. Для водопостачання використовували довгий тунель, 250 повітряних свердловин та три серії сухопутних арок. Відомий нині як Камарес (Арки). Також у Нікосії наказав звести 23 магазини за власний рахунок для пожвавлення торгівлі.
1749 року став бейлербеєм Боснійського еялету. 1750 року призначено вдруге капудан пашею, але вже 1751 року звільнено. Помер 1757 або 1758 року в Стамбулі.